# کتاب‌شناسی جامعه‌شناسی
کتاب‌شناسی جامعه‌شناسی (به انگلیسی: Bibliography of sociology) مشتمل بر «کتاب‌های جامعه‌شناسی» است که بر اساس زیرشاخه‌ها جامعه‌شناسی سازمان‌دهی شده‌اند. برخی از آثار از مجموعه‌های عمومی جامعه‌شناسی انتخاب گردیده‌اند.

برخی نیز به سبب اهمیت آنها در تاریخ عمومی جامعه‌شناسی یا یکی از زیرشاخه‌های آن ذکر شدند.
مطالعات جامعه‌شناسی جامعه با استفاده از روش‌های مختلف پژوهش‌های تجربی برای درک  فعالیت اجتماعی انسان، از سطح  خرد یعنی عاملیت فردی و تعامل تا سطح  کلان یعنی نظام‌ها و ساختار اجتماعی گسترده‌است.

## پایه‌ها

### کنت
- کنت، اگوست، ۱۸۶۵: گفتمان عمومی در مورد اثبات‌گرایی‎ دوره فلسفه اثباتی.[۹]

### مارکس
- مارکس، کارل، ۱۸۶۷: سرمایه: نقد سرمایه اقتصاد سیاسی.[۱۰]
- مارکس، کارل و  فریدریش انگلس، ۱۸۴۶: ایدئولوژی آلمانی.[۱۱] [۱۲]

### وبر
- وبر، ماکس، ۱۹۰۴: اخلاق پروتستان و روح سرمایه‌داری.[۱۳] [۴] [۵] [۱۴]
  - وبر با طرح تزی مبنی بر اینکه  پیوریتن، اخلاق و ایده توسعه سرمایه‌داری را تحت تأثیر قرار داده بودند، باورمند است عبادت مذهبی معمولاً با رد امور دنیوی، از جمله پیگیری اقتصادی همراه است. وبر به این پارادوکس می‌پردازد که چرا پروتستانیسم چنین نبود.

### دورکیم
- دورکیم، امیل، ۱۸۹۳: از بخش مددکاری اجتماعی‎ درباره تقسیم کار اجتماعی.[۱۵][۱۶][۵]
- دورکیم، امیل، ۱۸۹۷: خودکشی: مطالعه‌ای در جامعه‌شناسی.[۱۷][۱۶][۴]
  - مطالعه موردی میزان خودکشی در میان جمعیت‌های کاتولیک، پروتستان و یهودی، تجزیه و تحلیل جامعه شناختی را از روان‌شناسی یا فلسفه متمایز کرد. همچنین سهم عمده ای در کارکردگرایی ساختاری دارد.[۱۸]
- دورکیم، امیل، ۱۹۱۲: صور بنیانی حیات دینی.[۱۹][۱۶][۵]
- دورکیم، امیل، ۱۹۱۹: قواعد روش جامعه‌شناسی.[۲۰][۱۶]

## فرهنگ
- بوردیو، پیر، ۱۹۷۹:  تمایز: نقد اجتماعی قضاوت‌های ذوقی.
- بوردیو، پیر و ژان کلود پاسرون، ۱۹۷۰: بازتولید در آموزش، جامعه و فرهنگ.[۲۱]
- کاتز، جک، ۱۹۸۸: فریبندگی های جرم: جاذبه‌های اخلاقی و نفسانی در انجام شر.[۲۲]
- شوتس، آلفرد، ۱۹۶۷: پدیدارشناسی جهان اجتماعی.

## اقتصاد

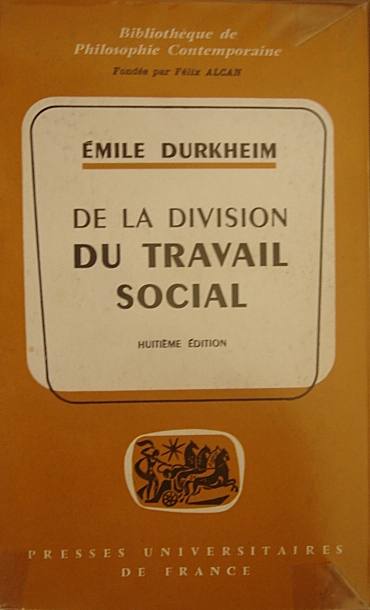
جلد نسخه فرانسوی «درباره تقسیم کار اجتماعی» نوشته امیل دورکیم

جامعه‌شناسی اقتصادی تلاش می‌کند پدیده‌های  اقتصادی را توضیح دهد در حالی که گاهی با مطالعه عمومی اقتصاد همپوشانی دارد، جامعه‌شناسی اقتصادی عمدتاً بر نقش روابط و نهادهای اجتماعی تمرکز می‌کند.

### صنعت
جامعه‌شناسی صنعتی مطالعه جامعه‌شناختی تغییرات فناوری، جهانی شدن، بازارهای کار، سازماندهی کار، مدیریت شیوه‌ها و  روابط استخدامی است.

## جامعه‌شناسی فضایی

### محیط زیست
جامعه‌شناسی محیط زیست رابطه بین جامعه و محیط زیست، به ویژه عوامل اجتماعی که سبب مسایل زیست‌محیطی می‌شوند، تأثیرات اجتماعی آن مسایل و جستجوی چگونگی حل آنها را مطالعه می‌کند.

### جمعیت‌شناسی
جمعیت‌شناسی مطالعه آماری جمعیت انسان است. این شامل مطالعه تعداد، ساختار و توزیع این جمعیت‌ها، و تغییرات مکانی و / یا زمانی آنها نسبت به تولد، مهاجرت، پیری و مرگ است.
- مالتوس، توماس، ۱۷۹۸: رساله‌ای دربارهٔ اصول جمعیت.[۲۶]
- میردال، الوا و گونار میردل، ۱۹۳۴: بحران در مسئله جمعیت.

### شهری
جامعه‌شناسی شهری به مطالعه زندگی اجتماعی و تعامل انسانی در مناطق کلان‌شهرها اشاره دارد.
- کاستلز، مانوئل، ۱۹۷۲: مسئله شهری: رویکرد مارکسیستی.[۲۷]
- دلانی، ساموئل آر. ۱۹۹۹: قرمز میدان تایمز، آبی میدان تایمز.[۲۸]
- گوتدینر، مارک و ری هاچیسون، ۲۰۰۰: جامعه‌شناسی شهری جدید.[۲۹]
- هاتر، مارک، ۲۰۰۷: شهرهای تجربه: رویکردی جهانی.[۳۰]
- جیکوبز، جین، ۱۹۶۱: مرگ و زندگی شهرهای بزرگ آمریکا.[۳۱]
  - [این کتاب] شاید به تاثیرگذارترین اثر واحد در تاریخ شهرسازی تبدیل شد و به‌طور همزمان به از بین بردن جنبش مدرن در معماری کمک کرد.[۳۲]
- مولوچ، هاروی و جان آر. لوگان، ۱۹۸۷: اقبال شهری: اقتصاد سیاسی مکان.[۳۳]
  - عقاید جامعه‌شناختی جریان اصلی را علیه مکتب شیکاگو از  بوم‌شناسی انسانی با پیش‌زمینه کردن تأثیر نهادها و محیط‌های سیاسی در رشد شهرها.
- پارک، رابرت ازرا و  ارنست دبلیو بورگس، ۱۹۲۵: «شهر».[۳۴]
  - متن بنیادی در جامعه‌شناسی آمریکا، مکتب شیکاگو، جامعه‌شناسی شهری، و بوم‌شناسی انسانی.
- زیمل، جورج، ۱۹۰۳: کلان‌شهر و زندگی ذهنی. [۳۵]

## جنسیت و متقارن
- بم، ساندرا لیپسیتز، ۱۹۹۴: لنزهای جنسیت: تبدیل بحث در مورد نابرابری جنسی.[۳۶]
- چودروف، نانسی، ۱۹۷۸: بازتولید مادر.[۳۷][۳۸]
- کالینز، پاتریشیا هیل، ۲۰۰۵: سیاست جنسی سیاهپوستان: آمریکایی‌های آفریقایی‌تبار، جنسیت و نژادپرستی جدید.[۳۹]
- ــ ۲۰۰۶: از قدرت سیاه تا هیپ هاپ: نژادپرستی، ناسیونالیسم و فمینیسم.[۳۹]
- کانل، راوین دبلیو.، ۱۹۸۷: جنسیت و قدرت: جامعه، شخص، و سیاست جنسی.[۴۰]
- ــ ۲۰۰۲: جنسیت: مقدمه‌های کوتاه.[۴۱]
- هاردینگ، سندرا، ۱۹۹: علم کیست؟ دانش کیست؟: تفکر از زندگی زنان.

## معرفت
جامعه‌شناسی معرفت به مطالعه رابطه بین اندیشه انسان و زمینه اجتماعی که در آن پدید می‌آید و نیز تأثیراتی اشاره دارد که ایده‌های غالب بر جوامع می‌گذارد.

## سیاست
به‌طور ریشه ای، جامعه‌شناسی سیاسی به روش‌هایی که در آن روندهای اجتماعی، پویایی‌ها، و ساختارهای سلطه بر فرآیندهای سیاسی رسمی تأثیر می‌گذارد، و همچنین بررسی چگونگی همکاری نیروهای اجتماعی مختلف برای تغییر سیاست‌های سیاسی، توجه داشته‌است. اکنون نیز به شکل‌گیری هویت از طریق تعامل اجتماعی، سیاست دانش و دیگر جنبه‌های روابط اجتماعی می‌پردازد.
- میلز، سی. رایت، ۱۹۵۸: نخبگان قدرت.[۴۳][۴۴]
- دمهاف، جی. ویلیام، ۱۹۶۷: چه کسی بر آمریکا حکومت می‌کند؟.[۴۵]
- اسکاچپول، تدا، ۱۹۷۹: دولت‌ها و انقلاب‌های اجتماعی: تحلیل مقایسه‌ای فرانسه، روسیه و چین.[۴۶]
- پیون، فرانسیس فاکس و ریچارد کلوارد، ۱۹۸۸: چرا آمریکایی‌ها رای نمی‌دهند.[۴۷]
- ــــــــــــــــــــ ۲۰۰۰: چرا آمریکایی‌ها هنوز رأی نمی‌دهند؟: و چرا سیاستمداران این شیوه را می‌خواهند؟[۴۸]

## نژاد و قومیت
جامعه‌شناسی نژاد و روابط قومی به مطالعه روابط اجتماعی، سیاسی و اقتصادی بین | نژادها و قومیتها در تمام سطوح جامعه، شامل موضوعاتی مانند نژاد و نوع مالکیت مسکن اشاره دارد.

## دین
جامعه‌شناسی دین به نقش مذهب در جامعه مربوط می‌شود که شامل اعمال، پیشینه‌های تاریخی، تحولات و مضامین جهانی می‌شود. تأکید ویژه‌ای بر نقش مکرر دین در همه جوامع و در طول تاریخ ثبت شده‌است.
- دورکیم، امیل، ۱۹۱۲: صور بنیانی حیات دینی.[۱۹][۱۶][۵]
- برگر، پیتر، ۱۹۶۷: سایبان مقدس: عناصر یک نظریه جامعه‌شناختی دین.[۵۰] [۳۵]
- برگر، پیتر، ۱۹۷۰: یک شایعه فرشتگان: جامعه مدرن و کشف مجدد ماوراءطبیعی.[۵۱]

## نظریه
نظریه‌های جامعه‌شناختی چارچوب‌های پیچیده  نظری و  روش‌شناختی هستند که برای تحلیل و تبیین موضوعات مطالعه اجتماعی استفاده می‌شوند که در نهایت سازمان‌دهی دانش جامعه‌شناختی را تسهیل می‌کنند.

### نظریه تضاد
«مجموعه نظریه تضاد» که در اصل تحت تأثیر  اندیشه مارکسیستی قرار گرفته‌اند، دیدگاه‌هایی هستند که جوامع را از طریق تضادهایی تعریف می‌کنند که ناشی از نابرابری است. : 34–6 ‌نظریه تضاد بر تضاد اجتماعی و نیز نابرابری اقتصادی، نابرابری اجتماعی، سرکوب و جرم تأکید دارد.
- مارکس، کارل و فریدریش انگلس، ۱۸۴۸: مانیفست کمونیست.
- مارکس، کارل، ۱۸۵۹: مقدمه‌ای بر نقد اقتصاد سیاسی.
- وبلن، تورشتاین، ۱۸۹۹: نظریه طبقه تن‌آسا.[۵۴][۵۵]
- __________ ۱۹۰۴: نظریه شرکت تجاری،[۵۶][۵۵]
- میلز، سی. رایت، ۱۹۵۱: یقه سفید: طبقات متوسط آمریکایی.[۵۷][۴۴]
- __________ ۱۹۵۸: نخبگان قدرت[۴۳][۴۴]
- __________ ۱۹۵۹: بینش جامعه‌شناختی.[۵۸][۴۴]
- شارپ، جین، ۱۹۸۵: اروپا را تسخیر ناپذیر کنیم.[۵۹]

### نظریه انتخاب عقلانی
نظریه انتخاب عقلانی رفتار اجتماعی را به عنوان تعامل افراد به حداکثر رساندن مطلوبیت مدل می‌کند.
- کلمن، جیمز ساموئل، ۱۹۹۰: «بنیادهای نظریهٔ اجتماعی».
- اولسون، مانکور، ۱۹۷۱: منطق کنش جمعی: کالاهای عمومی و نظریه گروه‌ها.[۶۰]

### نظریه مبادله اجتماعی
نظریه مبادله  اجتماعی تعامل اجتماعی را به عنوان مجموعه‌ای از مبادلات بین کنشگرانی مدل می‌کند که به یکدیگر پاداش و جریمه می‌دهند که بر رفتار آینده تأثیر می‌گذارد و هدایت می‌کند. نسخه جورج هومنز نظریه مبادله به‌طور خاص استدلال می‌کند که  رفتارگرایان اصول محرک - پاسخ می‌توانند ظهور ساختارهای اجتماعی پیچیده را توضیح دهند.
- بلاو، پیتر، ۱۹۶۴: «مبادله و قدرت در زندگی اجتماعی».
- امرسون، ریچارد، ۱۹۶۲: «نظریه قدرت وابستگی»، «بررسی جامعه‌شناسی آمریکایی» ۲۷ (۱)، صص ۳۱–۴۱.
- هومنز، جورج، ۱۹۵۸: «رفتار اجتماعی به عنوان مبادله»، مجله جامعه‌شناسی آمریکایی، ۶۳ (۶)، صص ۵۹۷–۶۰۶.
- هومنز، جورج، ۱۹۶۱: «رفتار اجتماعی: اشکال ابتدایی آن».

### تحلیل شبکه‌های اجتماعی
با استفاده از نظریه شبکه،  تحلیل شبکه اجتماعی رویکردی ساختاری به جامعه‌شناسی است که هنجارها و رفتارها را در زنجیره‌ای از روابط اجتماعی می‌بیند.

### سوسیوسیبرنتیک
سوسیوسیبرنتیک کاربرد نظریه سیستم‌ها و سایبرنتیک در جامعه‌شناسی است.

### کارکردگرایی ساختاری
«کارکردگرایی ساختاری» دیدگاه گسترده‌ای است که جامعه را به عنوان یک  ساختار با بخش‌های مرتبط تعبیر می‌کند.
- دورکیم، امیل، ۱۸۹۷: خودکشی: مطالعه‌ای در جامعه‌شناسی.[۱۷][۱۶][۳۵]
- پارسونز، تالکوت، ۱۹۳۷: ساختار کنش اجتماعی.[۶۱][۶۲]
- __________ ۱۹۵۱: نظام اجتماعی.[۶۳][۶۲]
- __________ و شیلز، ادوارد آ.، ۱۹۵۱: به سوی یک نظریه کلی کنش: مبانی نظری برای علوم اجتماعی.[۶۴][۶۲]

### کنش متقابل نمادین
کنش متقابل نمادین استدلال می‌کند که رفتار انسان توسط معانی هدایت می‌شود که مردم با هم در تعامل اجتماعی می‌سازند.
- بلومر، هربرت، ۱۹۶۹: «کنش متقابل نمادین: دیدگاه و روش».
- کولی، چارلز هورتون، ۱۹۰۲: «طبیعت انسانی و نظم اجتماعی».
- مید، جورج هربرت، ۱۹۳۴: «ذهن، خود و جامعه».
- استرایکر، شلدون، ۱۹۸۰: «کنش متقابل نمادین: نسخه ساختاری اجتماعی».